# Греки в Османской империи

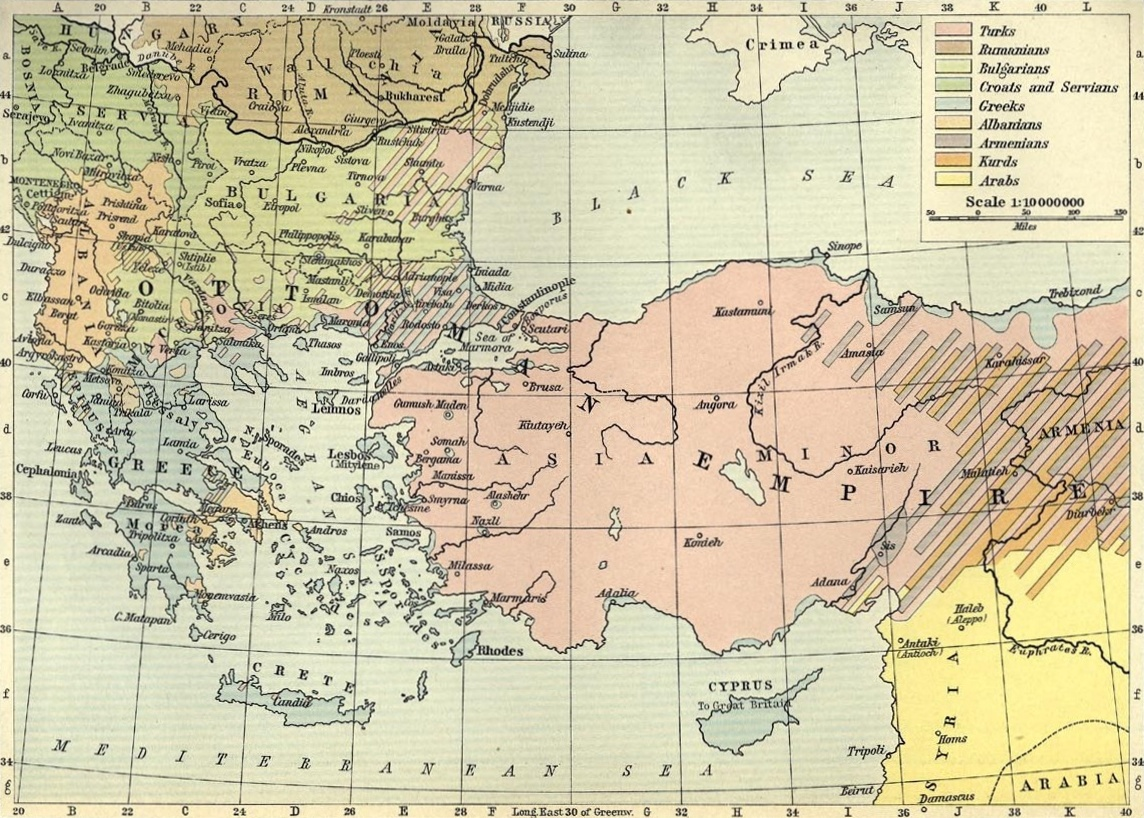
Этнический состав Османской империи в 1911

Греки в Османской империи (греч. Οθωμανοί Έλληνες, тур. Osmanlı Rumları) — этнические греки и приверженцы Греческой православной церкви, жившие в Османской империи.

## История
После поражения в битве при Манцикерте в 1071 году, значительные массы греческого населения оказались за пределами империи. Несмотря на частичное бегство на Балканы и некоторое начальное сопротивление, большинство греческого и эллинизованного населения Малой Азии приняло османское правление; первоначально османы относились ко вновь покорённым иноверным народам довольно лояльно при условии безоговорочного подчинения турецким порядкам. Османы в целом обращались с покорёнными греками жестче чем сельджуки. Греков османы повсеместно продавали в рабство, выселяли за городские стены и дробили на малые группы с целью лишить их демографического большинства в малоазийском регионе, который в средние века был сердцем Византийской империи. Со временем греки утратили этническое большинство также и во Фракии.
Во время штурма Константинополя в мае 1453 года, победоносный султан Мехмед II приказал помиловать добровольно сдавшихся греков, которых было особенно много в квартале Фанар (где располагался главный маяк Константинополя, откуда русское слово «фонарь»). Именно Фанар и стал центром греческой общины в Константинополе.
В Османской империи была создана система миллетов, объединявших подданных по религиозному признаку. Греки входили в православный миллет. Политическим и религиозным лидером греков, а также советником султана в христианских делах признавался Вселенский патриарх. В соответствии с мусульманскими законами Зимми, греки должны были платить особый вид налога (джизья). Христиан и евреев не рассматривали как равных с мусульманами в гражданских правах: им запрещалось свидетельствовать против мусульман в суде, запрещалось носить оружие и строить здания выше, чем у мусульман. Нарушение этих правил могло привести к штрафу или принуждения к выполнению.
Хотя вся правящая верхушка поверженной империи была уничтожена вскоре по взятии Константинополя, новый режим не мог не опираться на православное греческое духовенство и образованных греков в деле управления населением в новых владениях.
Со второй половины XVI века начала появляться прослойка состоятельных греков, занимавшихся торговлей. Их называли фанариотами (по названию греческого квартала Фанар) Первым греческим богачом оттоманской эпохи был Михаил Кантакузен, прозванный турками «Шайтан-оглу», который получил от султана монополию на торговлю пушниной с Русским царством, зарабатывая 60 тысяч дукатов в год; в 1578 году он был казнён, а его имущество конфисковано.
С конца XVII века ряд семейств фанариотов составили правящий класс в вассальных османских дунайских территориях. В частности, из фанариотов назначались господари княжеств Молдавия и Валахия, где их правление вызывало недовольство коренного населения. На Балканах термин фанариоты употребляется и в негативном смысле для обозначения коллаборационизма с турками во времена османского ига. Отдельные фанариотские деятели вынашивали планы реставрации Византийской империи путём постепенного завладения органами власти Османской империи и выступали за сохранение империи и контроля над негреческим православным населением со стороны Патриархии, которая находилась в значительной от них зависимости (см. также статью Великая идея (Греция)).

### XIX век
После восстания 1821 года число греков на высоких постах государственной службы Османской империи значительно уменьшилось. На фанариотов, как и на всех греков, смотрели теперь с особым подозрением; в банковском деле и торговле бо́льший вес стали приобретать соответственно армяне и болгары. Великие драгоманы теперь назначались либо из христиан, принявших ислам, либо из армян. (Замечательными исключениями были Александр Каратеодори, ставший во главе управления иностранными делами, а также первый посланник Порты в Афинах с 1840 года, а с 1851 года в Лондоне, — Константин Музурус, известный как Музурус-паша, ранее также бывший губернатором на Самосе). Старых родовитых фанариотов сменила новая генерация греческих банкиров и торговцев.
Тем не менее сохранялась система миллетов, по которой религиозно-церковная, а следственно и гражданская юрисдикция над всеми православными империи, сохранялась в руках греческого духовенства Патриархата, что вызывало недовольство и противостояние в ряде балканских территорий, в особенности среди болгар (см. статью Греко-болгарская схизма).
Начиная с 1839 года, Османское правительство проводило реформы по расширению прав граждан второго-класса, однако в целом они были неэффективны. В 1856 году вышел указ Hatt-ı Hümayun, который уравнял в правах всех граждан империи. Правовые реформы достигли своего апогея с принятием Конституции Османской империи (тур. Kanûn-ı Esâsî) в 1856 году и провозглашенной младотурками. Эта Конституция устанавливала свободу совести и равенство всех граждан перед законом.
После русско-турецкой войны 1877—1878 годов правительство Абдул-Гамида вело кампанию постепенного, явочным порядком, сужения гражданских полномочий Патриарха и митрополитов Константинопольского трона (в частности, в вопросах оспариваемых завещаний и суда Патриарха над митрополитами трона по гражданским делам), что, среди прочего, вынудило Патриаха Иоакима III 9 декабря 1883 года в знак протеста принести правительству и Синоду отречение от престола, а Синод Патриарха Дионисия V — объявить осенью 1890 года беспрецедентный для православия интердикт.

### XX век

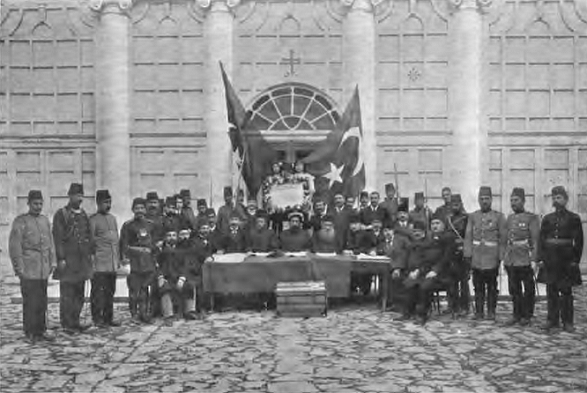
Провозглашение Конституции 1924 года- турецкий, греческий и армянский лидеры

Однако надежды греков на равенство растаяли со свержением власти султана Абдул Гамида II младотурками. Во главе Османской империи встал неэффективный правитель Мехмед V.
Перед Первой мировой войной в Османской империи жило около 2,5 млн греков. В Парламенте Турции было немало греков: в 1908 году их было 26, а в 1914 — 18.
В период 1914—1923 годов греки в Турции подверглись геноциду. В ряде городов, где до 1-й мировой войны население было преимущественно греческим, оно либо почти целиком сменилось на турецкое (в таких крупных городах, как Измир — бывшая Смирна), либо города или деревни были заброшены (пример — деревня Каякёй на месте бывшего города Ливиси).